# Randy Harrison
Randolph Clarke "Randy" Harrison va nàixer el 2 de novembre de 1977 és un actor estatunidenc, el seu treball més conegut fou el de Justin Taylor el 2000 en la sèrie estatunidenca Queer as Folk.
Harrison va nàixer a Nashua, Nou Hampshire, però es va traslladar a Alpharetta, Geòrgia, amb la seua família quan tenia onze anys. Va assistir al Pace Academy d'Atlanta. El seu pare és un executiu a una paperera, ell descriu a la seua mare com una artista frustrada, i el seu únic germà treballa a un banc.
Harrison ha estat actuant des dels 7 anys, considerant-se ja avui dia com un jove veterà.
Va rebre la Llicenciatura de Belles Arts, Grau en Teatre Musical, de a Universitat de Cincinnati, on va participar en produccions com Hello Again, Shopping and Fucking, i Children of Eden. Va començar al teatre d'operacions de la Pace Academy a Atlanta, incloent una gira com a protagonista en l'institut amb la producció de Peter Pan. Si bé en Pace va estudiar interpretació amb George Mengert i veu amb Valerie Kennedy.
Harrison aviat va començar a treballar en teatres arreu dels Estats Units.
Harrison va fer el seu debut a la televisió amb Queer as Folk, fent de Justin Taylor un adolescent gai. El personatge de Harrison surt, persegueix una relació intergeneracional, s'enfronta a l'homofòbia, es recupera d'un crim d'odi es desenvolupa un jove fort.